# Vrh pri Poljanah
Vrh pri Poljanah – wieś w Słowenii, w gminie Ribnica. W 2018 roku liczyła 5 mieszkańców.